# آدام یژیرسکی
آدام یژیرسکی (لهستانی: Adam Jezierski؛ زادهٔ ۱۱ ژوئیهٔ ۱۹۹۰) بازیگر اهل لهستان است که از سن ۷ سالگی ساکن اسپانیا است.

از فیلم‌ها یا برنامه‌های تلویزیونی که وی در آن نقش داشته‌است، می‌توان به بیمارستان مرکزی، فیزیک یا شیمی، پاکیتا سالاس و کنش اشاره کرد.